# Клюев, Александр Сергеевич
Алекса́ндр Серге́евич Клю́ев (3 января 1981, Новороссийск) — российский футболист, защитник.
С 8 лет занимался в новороссийской футбольной школе «Юный водник», тренер Владимир Васильевич Княжев, затем Борис Пузиков. В 1998 году из «Черноморца» в ЦСКА перешли тренер Олег Долматов и Авалу Шамханов, который пригласил в клуб и Клюева, ставшего постоянно играть за дубль ЦСКА. В 2000—2001 годах играл за клуб второго дивизиона «Спартак» Кострома — 65 матчей, в 2002 году провёл 34 игры за тульский «Арсенал», с которым занял второе место в зоне «Запад». В 2003 году перешёл в «Динамо» Брянск. В 29 играх забил один мяч и вместе с командой вышел в первый дивизион. В первенстве 2004 года провёл только четыре матча, в трёх из них выходил на замену во втором тайме. В августовском матче 1/16 финала Кубка России против московского «Торпедо» серьёзно травмировал крестообразные связки. «Динамо» продлило контракт с Клюевым до конца 2005 года и отпустило его играть в начале сезона за ФК «Новороссийск» («Черноморец») в первенстве ЛФЛ. В начале 2006 года Клюев перешёл в «Нару-Десну» Наро-Фоминск и до конца профессиональной карьеры выступал за клубы второго дивизиона «Нара-Десна» (2006—2007), «Дмитров» (2008), «Жемчужина-Сочи» (2008—2009), «Черноморец» (2010), «Губкин» (2010). На сезон 2011/12 был заявлен за «Олимпию» Геленджик, но на поле не выходил.
Был в составе юношеской сборной на чемпионате Европы 1998 (до 16 лет), находился в запасе.